# Provinz Padre Abad
Die Provinz Padre Abad liegt in der Region Ucayali im Osten von Peru. Die Provinz hat eine Fläche von 8823 km². Beim Zensus 2017 lebten 60.107 Menschen in der Provinz. Im Jahr 1993 lag die Einwohnerzahl bei 35.539, im Jahr 2007 bei 50.590. Die Provinz wurde nach Alonso Abad († 1788), einen Missionar des Franziskaner-Ordens, benannt. Verwaltungssitz ist die am Fluss Río Aguaytía gelegene Stadt Aguaytía.

## Geographische Lage
Die Provinz Padre Abad liegt im Nordwesten der Region Ucayali. Sie erstreckt sich über das Amazonastiefland. Sie besitzt eine Längsausdehnung in SW-NO-Richtung von etwa 110 km sowie eine Breite von etwa 90 km. Die Provinz reicht im Westen bis zur Cordillera Azul, einem Gebirgszug der peruanischen Ostkordillere. Der Río Aguaytía entwässert die Provinz in nordöstlicher Richtung zum Río Ucayali.
Die Provinz Padre Abad grenzt im Osten an die Provinz Coronel Portillo, im Süden und im Westen an die Region Huánuco sowie im Norden an die Region Loreto.

## Verwaltungsgliederung
Die Provinz Padre Abad gliedert sich in die folgenden fünf Distrikte. Der Distrikt Padre Abad ist Sitz der Provinzverwaltung.
| Distrikt               | Verwaltungssitz        |
| ---------------------- | ---------------------- |
| Alexander von Humboldt | Alexander von Humboldt |
| Curimaná               | Curimaná               |
| Irázola                | San Alejandro          |
| Neshuya                | Monte Alegre           |
| Padre Abad             | Aguaytía               |